# Pål Karl Persson
Pål Karl Persson, född 11 juni 1857 i Älvdalens församling i Kopparbergs län, död 9 januari 1936 i Älvdalens kyrkobokföringsdistrikt i Kopparbergs län, var fiolspelman, fiolbyggare, jordbrukare och laggkärlstillverkare från norra Dalarna.

## Biografi
Pål Karl Persson började spela fiol vid sju års ålder. Hans far, häradsdomaren Pål Per Ersson (1817–1892) och farfar var båda fiolspelmän, och hans far spelade ofta vid bröllop. Han vistades under sju år i USA, men återvände sedan till Evertsberg. Han var även läromästare till Ekor Anders (1898–1983) som tog lektioner av Pål Karl i utbyte mot hjälp med sysslor på gården. Han gifte sig med Margit Persdotter (född 1860).